# Armen Ohanian
Pour les articles homonymes, voir Ohanian.
Armen Ohanian (en arménien Արմեն Օհանյան ; Sophie Pirboudaghian, 1887, Shamakha, Empire russe - 1976, Mexique) est une danseuse, actrice, écrivain et femme de lettres arménienne.

## Biographie
Après un court mariage en Iran (1905-1906), elle fait ses premiers pas d’artiste au Théâtre dramatique arménien de Bakou (1907-1908) et étudie les arts plastiques à l’école Nélidova de Moscou ; elle se produira pendant un certain temps au Théâtre Maly avec ses premières danses.
Après une courte période à l’Opéra de Tbilissi (1909), Armen Ohanian (sous le nom de son premier époux) s’installe en Iran, où elle développe des activités dans la danse et le théâtre. Le 9 avril 1910 en collaboration avec l’Association de bienfaisance des femmes iraniennes, Ohanian organise un gala musical et littéraire, où, pour la première fois, les femmes iraniennes peuvent monter sur scène et regarder un film.
L’année 1910 marque l’apogée de son émancipation artistique puisqu’elle fonde l’Union des Iraniens adeptes du théâtre. Le 21 mai 1910 à Téhéran, Ohanian monte la mise en scène du Réviseur de Nicolas Gogol en persan ; elle y joue le rôle de Maria Antonovna. Ce faisant, elle s’inscrit comme la fondatrice du théâtre occidental en Iran.
En Iran, Armen Ohanian étudie les danses orientales et de 1911 jusqu'aux années 1930 elle se produit sur les scènes de nombreux pays, faisant découvrir des chorégraphies bien exotiques pour le public occidental.
Désireuse cependant de s’émanciper du rôle de l’Orientale érotique qu’elle devait jouer dans les music-hall, elle se lance le 23 décembre 1913 en tant que soliste et chorégraphe au théâtre Léon-Poirier à Paris.
Ses chorégraphies brèves souvent inspirées de textes poétiques et présentées sans décor ni mise en scène sont particulièrement appréciées des contemporains pour la richesse des émotions qu’elles expriment et la symbolique de chaque mouvement. Elle met en avant son émancipation personnelle et sa lutte pour l’amélioration de la condition féminine en détournant des gestuelles traditionnelles issues de sa culture d’origine.
Elle utilise les méthodes de « la danse libre » d’après la célèbre danseuse américaine Isadora Duncan et utilise des musiques arméniennes, russes et iraniennes pour ses créations, avec souvent un accompagnement au târ et aux chants traditionnels. Ses chorégraphies les plus connues sont Salomé, Dans le Temple d’Anahit, Trahison, La Marieuse, Hachich, et Le Grand Khan de Shamakha. Elle se produit à Londres, Bruxelles, Milan, Paris, Sofia, Istanbul, au Caire et dans différentes villes des États-Unis.
Après s’être installée à Paris (1912), elle se consacre à la littérature : ses poèmes et chroniques paraissent dans la presse française. Elle publie aussi quelques livres, fréquemment autobiographiques, tels que La Danseuse de Shamakha (1918, préface d’Anatole France), Dans les griffes de la civilisation (1921), Dans la sixième partie du monde (voyage en Russie) (1928), Le soliste de Sa Majesté (1929) et Les rires d’une charmeuse de serpents (1931).

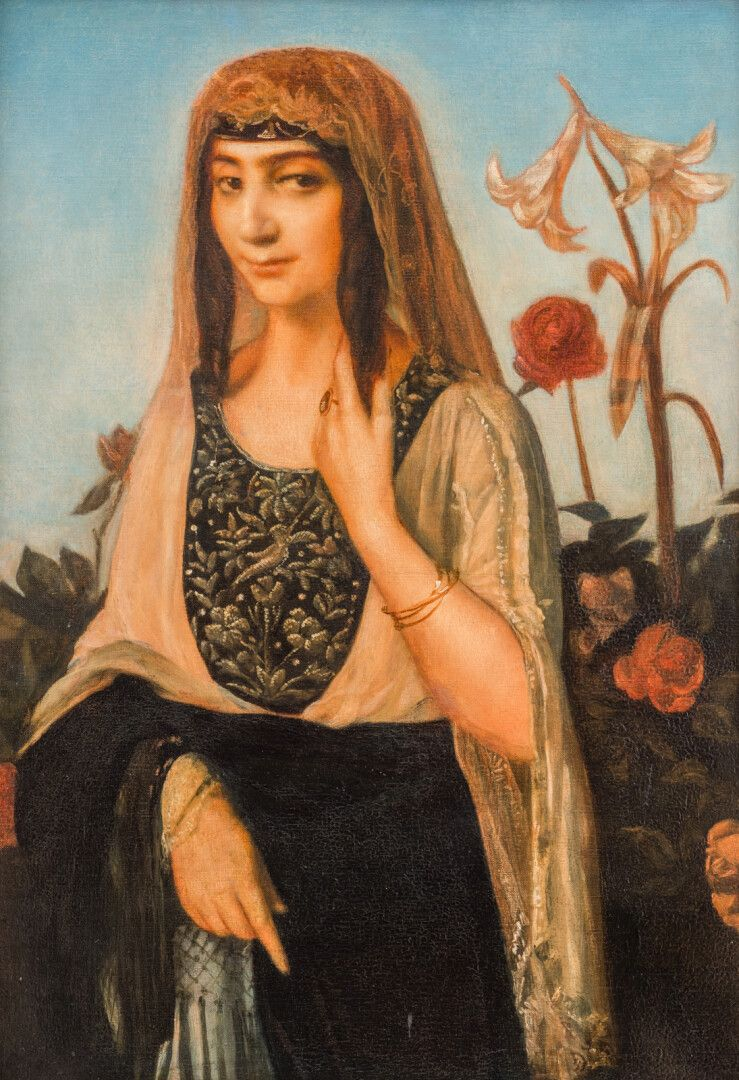
Portrait d'Armen Ohanian peint par Emile Bernard en 1913, collection privée.

Dans les années 1910, la vie amoureuse d’Ohanian n’est pas moins tumultueuse que sa carrière, puisqu’elle a de nombreuses liaisons notamment avec le peintre Émile Bernard, avec l'écrivain et homme politique Maurice Barrès, puis avec André Germain, ainsi qu’une brève aventure avec la romancière Natalie Barney. Sa carrière dans la danse est fortement appréciée de René Ghil, Maurice Maeterlinck, Claude Anet et beaucoup d’autres.
En 1921, elle épouse l’économiste et diplomate mexicain Makedonio Garza, avec lequel elle s’installera au Mexique à partir de 1934, après un séjour en Union soviétique et en Europe. Elle commence alors à s’intéresser aux danses nationales des Indiens du Mexique et fonde une école de danse à Mexico. Elle fait partie du Parti communiste mexicain et traduit des livres russes en espagnol, écrit des essais sur la littérature russe, soviétique et mexicaine, tels que Les guerres paysannes dans la Russie et Tolstoï, La route de Maxime Gorki est la nôtre, Les classiques mexicaines, et bien d’autres. En 1946 elle publie L’Arménie heureuse, une œuvre écrite en espagnol sur l’Arménie soviétique. Mais le poème qu’elle apprécie le plus de toutes ses créations sera Mon rêve d’émigrée, écrit en arménien et publié en 1953.
Elle remonte sur scène en 1948 pour une tournée à Paris en 1949 et 1953. En 1958, elle visite pour la deuxième fois l’URSS puis se rend en Arménie où elle offre une grande partie de ses archives personnelles au Musée de la Littérature et des Arts.
Elle meurt en 1976.

## Postérité
Sa carrière a inspiré les artistes lee williams boudakian et Kamee Abrahamian pour leur performance pluridisciplinaire Dear Armen créée en 2015. Leur création traite du rôle de l’artiste tout en interrogeant les notions de genre, de mémoire, et d’identité arménienne au travers d’un dialogue intergénérationnel entre femmes et personnes queer.

## Livres
- La Danseuse de Shamakha, Grasset, Paris, 1918.
- Dans les griffes de la civilisation, Grasset, Paris, 1921.
- Dans la sixième partie du monde (voyage en Russie), Grasset, Paris, 1928.
- Le soliste de Sa Majesté, B. Grasset, Paris, 1929.
- Les rires d’une charmeuse de serpents, Les Revues, Paris, 1931.
- Leon Tolstoi (1828-1910). Su vida, su época, su obra, Editorial Cimientos, Madrid, 1934.
- La ruta de Máximo Gorki es la nuestra, Editorial Cimientos, México, 1935.
- Un análisis marxista de la literatura española, Ediciones de la Liga de Escritores y Artistas Revolucionarios, México, 1937.
- Las guerras campesinas en Rusia y Tolstoi, Editorial Cimientos, México, 1939.
- Clásicos mexicanos. Ruiz de Alarcón. Juana de Asbaje. Lizardi, Editorial Cimientos, México, 1939.
- El sentido clasista del romanticismo y Alejandro Pushkin, Editorial Popular, México, 1938.
- Armenia feliz, Editorial Cimientos, México, 1946.
- Literatura española medieval y clásicos mexicanos, Editorial Cimientos, México, 1956.
- México en la cultura, Editorial Cimientos, México, 1967.
- Recuerdos del Cáucaso pre-revolucionario y de mis andanzas por el mundo, primer tomo, México, Editorial Cimientos, 1969.